# Championnat de France de beach soccer 2023
Navigation
2022 2024
Le National Beach Soccer 2023 est la treizième édition du Championnat de France de beach soccer.
Pour sa première finale national, l'USC Minots de Marseille est sacré champion de France avec plusieurs internationaux dans son équipe, dont trois français champions du monde en 2005. Les Minotes remportent la finale après prolongation face aux quintuple champion de France, Grande Motte Pyramide. Second novice en finale nationale du NBS, le club de Mouilleron-le-Captif termine à la troisième place.
L'USC Minots remportent aussi les récompenses individuelles. Jérémy Basquaise, Samir Belmari et Lassana Diassy étant respectivement sacré meilleur joueur, gardien et buteur de la compétition.

## Organisation

### Dates et lieu
Les demi-finales du National Beach Soccer sont organisées du 13 au 16 juillet à Châteauroux, sur la plaine départementale des sports.
La phase finale du National beach soccer se déroule du 28 au 30 juillet à Saint-Jean-de-Monts (Vendée).

### Format de la compétition
| Tour                    | Date             |
| ----------------------- | ---------------- |
| phase régionale         |                  |
| demi-finales nationales | 13 au 16 juillet |
| finale nationale        | 28 au 30 juillet |

Neuf ligues régionales de football organisent un tournoi pour la phase régionale,.
Douze équipes qualifiées à l’issue des phases régionales disputent les deux demi-finales nationales. Celles-ci se composent de quatre poules de trois équipes dont les deux premiers de chaque groupe (huit équipes) se qualifient pour la finale nationale à Saint-Jean-de-Monts fin juillet.

## Demi-finales nationales

### Participants
Les Ligues régionales de football Occitanie, Nouvelle-Aquitaine et Méditerranée bénéficient de deux représentants en demi-finale.
| Clubs participants aux demi-finales nationales | Clubs participants aux demi-finales nationales |
| Club                                           | Ligue régionale                                |
| ---------------------------------------------- | ---------------------------------------------- |
| Montpellier-Hérault BS                         | Occitanie                                      |
| Union Futsal Oeyreluy                          | Nouvelle-Aquitaine                             |
| Mouilleron-le-Captif SP                        | Pays de la Loire                               |
| Grande-Motte Pyramide BS T                     | Occitanie                                      |
| FC Saint-Médard-en-Jalles                      | Nouvelle-Aquitaine                             |
| Rhône-Crussol Foot 07                          | Auvergne-Rhône-Alpes                           |
| USC Minots de Marseille                        | Méditerranée                                   |
| Alliance Folgensbourg Muespach BS              | Grand-Est                                      |
| LF Le Rheu                                     | Bretagne                                       |
| Marseille Beach Team                           | Méditerranée                                   |
| AS Étaples                                     | Hauts-de-France                                |
| FC Déols                                       | Centre-Val de Loire                            |

### Résultats
Les demi-finales du National Beach Soccer sont organisées du 13 au 16 juillet à Châteauroux, sur la plaine départementale des sports. Les poules A et B se jouent les 13-14 juillet puis celles C et D les deux jours suivants.
Le Montpellier-Hérault BS signe deux succès le 14 juillet dernier pour s’adjuger la première place de la poule A devant le club de Mouilleron-le-Captif.

Dans la poule B, La Grande-Motte Pyramide BS, triple tenants du trophée, et le FC Saint-Médard-en-Jalles décroche, dans cet ordre, leur qualification, aux dépens du Rhône-Crussol Foot 07.

Dans la poule C, les Minots Marseillais impressionnent en inscrivant 23 buts face à Folgensbourg Muespach (10-5) et Le Rheu (13-1). Les Alsaciens ont décroché la deuxième place qualificative en battant la formation bretonne (8-5).

Domination phocéenne également dans le groupe D, remporté par Marseille Beach Team (deux succès) devant l’AS Étaples, vice-champion 2022, qui se hisse en finale grâce à sa victoire sur le FC Déols.

## Finale nationale

### Participants
| Club                              | Ligue régionale    | Nbr participation(s) | Dernière participation | Meilleur résultat |
| --------------------------------- | ------------------ | -------------------- | ---------------------- | ----------------- |
| Montpellier-Hérault BS            | Occitanie          | 7e                   | 2022                   | finaliste         |
| Grande-Motte Pyramide BS T        | Occitanie          | 7e                   | 2022                   | champion x5       |
| Mouilleron-le-Captif SP           | Pays de la Loire   | 1re                  | -                      | -                 |
| FC Saint-Médard-en-Jalles         | Nouvelle-Aquitaine | 8e                   | 2022                   | finaliste         |
| AS Étaples                        | Hauts-de-France    | 6e                   | 2022                   | finaliste         |
| Alliance Folgensbourg Muespach BS | Grand-Est          | 2e                   | 2022                   | quart-de-finale   |
| Marseille Beach Team              | Méditerranée       | 7e                   | 2022                   | champion x2       |
| USC Minots de Marseille           | Méditerranée       | 1re                  | -                      | -                 |

### Tirage au sort
Le tirage au sort de la finale est effectué le mercredi 19 juillet au siège la Fédération française de football par le sélectionneur de l’Équipe de France de Beach Soccer, Claude Barrabé,.
Les finalistes de l'édition précédente sont placées en têtes de série afin de les répartir dans chacune des deux poules.
« Ce sont deux groupes très homogènes, estime le sélectionneur. Dans la poule 2, on retrouve les deux clubs d’Occitanie La Grande Motte et Montpellier. Muespach aura son mot à dire et Mouilleron fait figure de petit nouveau. La poule 1 avec l’AS Étaples, les deux équipes de Marseille et le FC Saint-Médard est un gros groupe ».
| Poule 1                 | Poule 2                    |
| ----------------------- | -------------------------- |
| AS Étaples              | Grande Motte Pyramide BS T |
| FC St-Médard-en-Jalles  | Folgensbourg Muespach      |
| USC Minots de Marseille | Montpellier Hérault BS     |
| Marseille Beach Team    | Mouilleron Le Captif SP    |

### Phase de poules
Après avoir battu Marseille Beach Team (6-2), les Minots de Marseille sont défaits par l'AS Étaples (2-4). Leur succès sur Saint-Médard-en-Jalles (5-4) leur permet de se qualifier in extremis pour les demi-finales, trois équipes terminant avec six points.
Équipe locale de la finale du National beach soccer, les Vendéens du Mouilleron Sport Football crée la surprise avec deux succès lors de leurs deux premières rencontres face au Montpellier-Hérault BS (9-7) puis contre les Alsaciens de l’Alliance Folgensbourgs Muespach (3-2).

### Phase à élimination directe
En demi-finale, les Minots de Marseille rattrapent un retard de cinq buts face à Mouilleron (11-7). Marseille Beach Team s'incline face au triple tenant du titre, La Grande-Motte Pyramide.
Mouilleron remporte la petite finale pour la troisième place face au Marseille Beach Team (7-6),.
En finale, les Marseillais comptent jusqu’à trois buts d’avance face à La Grande-Motte, recordman de victoires, avant d’être rejoints. Le quintuple champion de France, emmené par l’entraîneur-joueur Karim Ferhaoui, égalise à la fin du troisième tiers-temps, sur penalty. Lansana Diassy donne définitivement l’avantage aux siens. Déjà vainqueurs de l'Euro Winners Challenge le mois précédent, les Minots de Marseille entraînés par Jairzinho Cardoso et Mehdi Sahraoui remportent leur premier titre de champion de France après prolongation (8-7),.
|  | Demi-finales          | Demi-finales       |                        |      | Finale                | Finale                |
|  | Demi-finales          | Demi-finales       |                        |      | Finale                | Finale                |
|  |                       |                    |                        |      |                       |                       |
|  | sam. 29 juillet       | sam. 29 juillet    |                        |      | dim. 30 juillet 16h00 | dim. 30 juillet 16h00 |
|  | sam. 29 juillet       | sam. 29 juillet    |                        |      | dim. 30 juillet 16h00 | dim. 30 juillet 16h00 |
|  | Minots de Marseille   | 11                 |                        |      | dim. 30 juillet 16h00 | dim. 30 juillet 16h00 |
|  | Minots de Marseille   | 11                 |                        |      | dim. 30 juillet 16h00 | dim. 30 juillet 16h00 |
|  | Mouilleron SP         | 7                  |                        |      | dim. 30 juillet 16h00 | dim. 30 juillet 16h00 |
|  | Mouilleron SP         | 7                  | Minots de Marseille    | 8 ap |                       |                       |
|  | sam. 29 juillet       |                    | Minots de Marseille    | 8 ap |                       |                       |
|  |                       | Grande Motte PBS T | 7                      |      |                       |                       |
|  | Grande Motte PBS T    | Grande Motte PBS T | 7                      | 7    |                       |                       |
|  | Grande Motte PBS T    |                    |                        | 7    |                       |                       |
|  | Marseille Beach Team  | 2                  |                        |      |                       |                       |
|  | Marseille Beach Team  | 2                  | Match pour la 3e place |      |                       |                       |
|  |                       |                    |                        |      |                       |                       |
|  | dim. 30 juillet 14h30 |                    |                        |      |                       |                       |
|  |                       |                    |                        |      |                       |                       |
|  | Mouilleron SP         | 7                  |                        |      |                       |                       |
|  | Mouilleron SP         | 7                  |                        |      |                       |                       |
|  | Marseille Beach Team  | 6                  |                        |      |                       |                       |
|  | Marseille Beach Team  | 6                  |                        |      |                       |                       |

#### Matchs de classement
Troisième de sa poule, le MHSC Beach Soccer emmené par Robin Gasset et d’Olivier Bernal s'impose face au FC St Médard en Jalles (7-2), avant de perdre le match pour la cinquième place face l’AS Étaples (2-5),.
|  | Demi-finales de classement 29 juillet 2023 | Demi-finales de classement 29 juillet 2023 |                        |   | 5e place 30 juillet 2023 | 5e place 30 juillet 2023 |
|  | Demi-finales de classement 29 juillet 2023 | Demi-finales de classement 29 juillet 2023 |                        |   | 5e place 30 juillet 2023 | 5e place 30 juillet 2023 |
|  |                                            |                                            |                        |   |                          |                          |
|  |                                            |                                            |                        |   | 11h00                    |                          |
|  |                                            |                                            |                        |   |                          |                          |
|  | AS Étaples                                 | 10                                         |                        |   |                          |                          |
|  | AS Étaples                                 | 10                                         |                        |   |                          |                          |
|  | Folgensbourg Muespach                      | 6                                          |                        |   |                          |                          |
|  | Folgensbourg Muespach                      | 6                                          | Montpellier Hérault BS | 2 |                          |                          |
|  |                                            |                                            | Montpellier Hérault BS | 2 |                          |                          |
|  |                                            | AS Étaples                                 | 5                      |   |                          |                          |
|  | Montpellier Hérault BS                     | AS Étaples                                 | 5                      | 7 |                          |                          |
|  | Montpellier Hérault BS                     |                                            |                        | 7 |                          |                          |
|  | FC St-Médard-en-J.                         | 2                                          |                        |   |                          |                          |
|  | FC St-Médard-en-J.                         | 2                                          | 7e place               |   |                          |                          |
|  |                                            |                                            |                        |   |                          |                          |
|  | 9h30                                       |                                            |                        |   |                          |                          |
|  |                                            |                                            |                        |   |                          |                          |
|  | Folgensbourg Muespach                      | 2                                          |                        |   |                          |                          |
|  | Folgensbourg Muespach                      | 2                                          |                        |   |                          |                          |
|  | FC St-Médard-en-J.                         | 7                                          |                        |   |                          |                          |
|  | FC St-Médard-en-J.                         | 7                                          |                        |   |                          |                          |

## Bilan

### Classement final
| #                  | Club                              |
| ------------------ | --------------------------------- |
| Médaille d'or      | USC Minots de Marseille           |
| Médaille d'argent  | Grande Motte Pyramide BS T        |
| Médaille de bronze | Mouilleron Le Captif SP           |
| 4e                 | Marseille Beach Team              |
| 5e                 | AS Étaples                        |
| 6e                 | Montpellier Hérault BS            |
| 7e                 | FC St-Médard-en-Jalles            |
| 8e                 | Alliance Folgensbourg Muespach BS |

### Récompenses individuelles
L’international sénégalais Lansana Diassy termine meilleur buteur des demi-finales puis de la phase finale avec 21 réalisations. Le gardien de but Samir Belamri est élu meilleur portier de la compétition et Jérémy Basquaise meilleur joueur. Ce sont tous des joueurs des Minots de Marseille sacrés au terme de la compétition, aux côtés d'Anthony Mendy (39 ans), Didier Samoun (42 ans) et Sébastien Sansoni (45 ans), trois joueurs sacrés champions du monde en 2005 avec l’équipe de France.